# 詹姆斯·维特
詹姆斯·"杰米"·维特（James "Jamie" Waite，1986年2月20日—）出生於英格蘭普利茅斯，父親是英國人而母親是泰國人，是一名泰國職業足球運動員，司職門將。杰米·维特曾代表泰國國家隊上陣，是歷來第二年青的大國腳，上陣時只有15歲354日。

## 生平
杰米·维特少年時在泰國參加足球比賽，在一場17歲以下的比賽後獲得領隊彼得·韋夫（Peter Withe）賞識，徵召加入泰國國家隊，在曼谷舉行一場對新加坡的國際賽，下半場後補上場，當時年僅15歲354日，使他成為歷來第二年青的大國腳，列入健力士世界紀錄，更有機會與球王比利會面。
杰米·维特的表現吸引當時仍在第二級英甲的注意，於2003年以三年獎學金將他帶到米爾摩爾球場（Millmoor）。但僅一年後杰米·维特便離開洛達咸，在一系列非聯賽球隊之間打滾，包括 布倫特里（Braintree Town）、萊頓（Leyton）、胡京（Woking）及凱特靈（Kettering Town）。
2005年1月杰米·维特加盟議會北部聯賽的巴羅（Barrow），在巴羅只能待在後備席，僅為球隊在馬斯頓錦標（Marsden Troph）上陣一次。同年3月離開巴羅加盟足協全國聯賽球隊（Stevenage Borough）。在季前試腳的出色表現獲剑桥联賞識，在8月以非合約形式加盟，於9月被外借到切尔姆斯福德（Chelmsford City），更於2006年1月轉投蘇布里（Sudbury）。
2006年7月杰米·维特加盟米尔顿凯恩斯，但未能在一隊立足，於翌年1月被放棄。在米尔顿凯恩斯時，杰米·维特證實患上淋巴癌，更擴散到胸部及腹部，經過長達10個月的化療才告痊癒。
2007年8月杰米·维特以非合約形式加盟議會南部聯賽的聖艾比斯（St Albans City），再於2007年11月21日轉投，即日在一場對的預備隊比賽上陣，翌年3月被外借到足協全國聯賽的特羅斯登（Droylsden）。2008年4月29日聯同另外13名隊友遭領隊史超特·麥哥爾（Stuart McCall）一併放棄，期間未為球隊上陣。
2008年9月2日試腳成功後，以非合約形式加盟，但少於一個月後被放棄。

## 外部連結
足球数据库：詹姆斯·维特的球员统计数据